# Джеррі Койн
Джеррі Аллен Койн (англ. Jerry Allen Coyne; нар. 30 грудня 1949) — американський генетик. Відомий як критик креаціонізму та релігії загалом.

## Біографія
Навчався в Коледжі Вільгельма і Марії, потім під керівництвом Річарда Левонтіна здобув докторський ступінь у Гарварді (перед цим його навчання у Феодосія Добржанського в Рокфеллерськом університеті було перерване призовом до армії). Працював у Каліфорнійському університеті в Девісі, пізніше — викладач Чиказького університету. Автор низки статей, зокрема в наукових журналах « Nature» і «Science», таких відомих ЗМІ, як USA Today та Forbes, а також книг «Why evolution is true», «Speciation» (у співавторстві зі своїм учнем Х. Алленом Орром) та Faith vs. Fact (2015).

## Книги
- Speciation, ISBN 0-87893-089-2 (2004)
- Why evolution is true, ISBN 0-19-923084-6 (2009)
- Faith vs. Fact (2015)

## Переклади українською
Джеррі Койл. Чому еволюція працює. Пер. з англійської Тарас Цимбал. – Київ: «Наш формат», 2015. – 296 с. ISBN 978-617-7279-17-3